# Tachigali amplifolia
Tachigali amplifolia là một loài thực vật có hoa trong họ Đậu. Loài này được (Ducke) Barneby miêu tả khoa học đầu tiên năm 1996.